# Nesotes chiloensis
Nesotes chiloensis är en tvåvingeart som först beskrevs av Artigas 1970.  Nesotes chiloensis ingår i släktet Nesotes och familjen rovflugor. Inga underarter finns listade i Catalogue of Life.